# Antoine Alexandre Méchin
 (novembre 2023).
Antoine Alexandre Méchin est un prêtre et homme politique français né le 13 janvier 1746 à Bouin et mort le 11 mars 1793 à Machecoul.

## Biographie

### Jeunesse et formation
Antoine Alexandre Méchin est le fils de  René Méchin, sieur des Boirdriers, et de Julienne Renée Joûbert.

### Carrière professionnelle
Entré dans les ordres, il est nommé curé de Brains en 1786.

### Parcours politique
Les députés suppléants du clergé de la sénéchaussée de Nantes ayant refusé de remplacer les députés démissionnaires, on procéda à de nouvelles élections le 25 septembre 1789, et l'abbé Méchin est élu député-suppléant du clergé aux États généraux de 1789 ; le dernier titulaire élu, Maisonneuve, ayant encore donné sa démission, l'abbé Méchin est appelé à siéger à la Constituante (23 octobre 1789). Il prête le serment civique le 3 janvier 1791, mais il le rétracte deux jours après, et, comme on avait refusé de l'entendre, il publie dans le Journal ecclésiastique sa lettre de rétractation.
De retour à Brains après la session, il prête de nouveau serment pour rester curé constitutionnel, et reçoit un certificat de civisme.
On a raconté que trois habitants du pays, pris par les insurgés des environs de Machecoul en mars 1793, rachetèrent leur vie en livrant l'ancien curé schismatique de Brains ; quoi qu'il en soit de cette tradition, Méchin périt massacré à Machecoul dans une des rues de la ville.

## Sources
- Dictionnaire des parlementaires français de 1789 à 1889 (Adolphe Robert et Gaston Cougny)